# چیاکی نانامی
چیاکی نانامی (ژاپنی: 七海 千秋 هپبورن: Nanami Chiaki) شخصیت داستانی از رمان تصویری دانگانرونپا ۲: گودبای دیسپیر که در سال ۲۰۱۲ منتشر شد، می‌باشد. چیاکی که به‌طور رسمی به‌عنوان آلتیمیت گیمر (超高校級の「ゲーマー」 Chō-kōkō-kyū no "Gēmā", ت.ت. Super High School Level Gamer) شناخته می‌شود، در ابتدا به‌عنوان یک دانش‌آموز دبیرستانی حضور می‌یابد که به‌همراهٔ پانزده دانش‌آموز دیگر در جزیرهٔ جابرووک گیر افتاده و خرس رباتیک همه‌جا حاضری با نام مونوکوما دانش‌آموزان را مجبور می‌کند در ازای آزادی در یک بازی کشت و کشتار شرکت کنند